# فتحيآباد تشالة تشاله (مقاطعة دلفان)
فتحيآباد تشالة تشاله (بالفارسية: فتحی‌آباد چاله چاله) هي قرية تقع في قسم ميربغ الشمالي الريفي (مقاطعة دلفان) في إيران. يقدر عدد سكانها بـ 23 نسمة .